# Mimenicodes fractimacula
Mimenicodes fractimacula là một loài bọ cánh cứng trong họ Cerambycidae.